# 余光 (嘉靖進士)
光（1495年—？年），字晦之，號古峯，應天府江寧縣民籍，徽州府祁門縣人，明朝政治人物。

## 生平
四月二十八日生，行一，由應天府學生中式嘉靖十年（1531年）辛卯科應天府鄉試第五十名舉人，年三十八歲中式嘉靖十一年壬辰科會試第二百九十九名，第三甲第一名進士。觀吏部政，授南京大理寺評事，改浙江道御史，卒。

## 家族
曾祖余宗諒；祖余仕英；父余隆；嫡母汪氏；生母吳氏。慈侍下，妻謝氏，繼妻黃氏；子孟麟（萬曆甲戌榜榜眼官諭德）。